# Ruth Underwood
Ruth Underwood (Los Angeles, 23 maggio 1946) è una vibrafonista, polistrumentista e cantante statunitense, nota principalmente per la sua militanza nella band di Frank Zappa.

## Biografia
Nel maggio 1969 ha sposato il tastierista/sassofonista Ian Underwood, un collega musicista di Zappa. Hanno divorziato nel 1986. Professionalmente ha usato sia il suo nome di nascita, Ruth Komanoff, sia il suo nome da sposata.
Negli anni '70, Underwood ha collaborato a sessioni di registrazione per un piccolo numero di altri artisti, in particolare con la band Ambrosia, il compositore Jasun Martz, il tastierista jazz George Duke e il batterista Terry Bozzio, gli ultimi due   veterani delle band di Zappa.
Nel 2008 è entrata nella band Nexus. 

## Vita privata
Sposata dal 1985, ha due figli, entrambi musicisti. Risiede a Los Angeles.

## Discografia

### Solista
- 2009 - The Drummers of Frank Zappa

### Con Frank Zappa
- 1971 - 200 Motels
- 1972 - Waka/Jawaka
- 1972 - The Grand Wazoo
- 1973 - Over-Nite Sensation
- 1974 - Apostrophe (')
- 1975 - Bongo Fury
- 1975 - One Size Fits All
- 1976 - Zoot Allures
- 1978 - Studio Tan

### Collaborazioni
- 1975 - Ambrosia - Ambrosia
- 1976 - Liberated Fantasy - George Duke
- 1978 - The Pillory - Jasun Marts
- 1994 - Three Originals - George Duke